# Polyalthia sclerophylla
Polyalthia sclerophylla este o specie de plante din genul Polyalthia, familia Annonaceae, descrisă de Joseph Dalton Hooker și Thomas Thomson. Conform Catalogue of Life specia Polyalthia sclerophylla nu are subspecii cunoscute.